# Храм Святого Мученика Іоанна Воїна (Київ)
Храм Святого Мученика Іоанна Воїна — православний храм УПЦ Московського патріархату в Києві, у смт. Биківня. Настоятель — протоієрей Олексій Сергєєв.
У 2004 році на земельній храмовій ділянці було поставлено капличку. У 2004 році на свято Вознесіння відслужили перший молебень. У 2007 році було споруджено дерев'яний храм, престол якого 10 серпня того ж року було освячено Блаженнійшим Володимиром, Митрополитом Київським і всієї України.
При храмі працює недільна школа. Заняття проводяться щонеділі, після Божественної літургії. Зимою — щосуботи, перед вечірнею.
Храм відкритий щодня з 8-30 до 17-00. Церковні служби відбуваються щонеділі та у святкові дні. Здійснюються всі треби і церковні Таїнства.